# Malta en los Juegos Paralímpicos de Tel Aviv 1968
Malta estuvo representada en los Juegos Paralímpicos de Tel Aviv 1968 por seis deportistas, cuatro hombres y dos mujeres. El equipo paralímpico maltés no obtuvo ninguna medalla en estos Juegos.